# سبالتر
سبالتر (به انگلیسی: Sebalter) (زاده ۱ ژوئیه ۱۹۸۵) خواننده سوئیسی است.
او در مسابقه آواز یوروویژن ۲۰۱۴ نماینده سوئیس بود.
در سال ۲۰۱۵ او خود را از موسیقی بازنشسته کرد تا کار خود را به عنوان یک وکیل ادامه دهد.